# ساندویچ (حوزه سرشماری)، ماساچوست
ساندویچ (به انگلیسی: Sandwich) یک منطقهٔ مسکونی در ایالات متحده آمریکا است که در شهرستان برنستبل، ماساچوست واقع شده‌است. ساندویچ ۹٫۹ کیلومتر مربع مساحت و ۲٬۹۶۲ نفر جمعیت دارد و ۴ متر بالاتر از سطح دریا واقع شده‌است.